# Kurlson Benjamin
Kurlson Benjamin (ur. 7 grudnia 1984) – dominicki piłkarz, grający na pozycji napastnika.

## Kariera piłkarska

### Kariera klubowa
Od 2007 występuje w klubie Bath Estate. W końcu 2010 bronił barw Alpha United FC.

### Kariera reprezentacyjna
18 stycznia 2008 debiutował w narodowej reprezentacji Dominiki. Łącznie rozegrał 20 meczów i strzelił 14 goli.